# Aeonium lindleyi
Aeonium lindleyi ist eine Pflanzenart aus der Gattung Aeonium in der Familie der Dickblattgewächse (Crassulaceae). Das Artepitheton lindleyi ehrt den englischen Botaniker John Lindley.

## Beschreibung

### Vegetative Merkmale
Aeonium lindleyi bildet mehrjährige und dicht verzweigte Kleinsträucher, die Wuchshöhen von bis zu 50 Zentimetern erreichen. Die glatten Triebe erreichen Durchmesser von 3 bis 15 Millimetern. Sie sind schwach flaumhaarig, klebrig und nicht netzartig gemustert. Die ziemlichen flachen Rosetten weisen einen Durchmesser von 4 bis 9 Zentimeter auf. Die inneren Laubblätter stehen mehr oder weniger aufrecht. Die gelblich grünen bis dunkelgrünen, verkehrt eiförmigen oder verkehrt eiförmig-spateligen Laubblätter sind an ihrer Spitze stumpf und an der Basis keilförmig oder verschmälert. Ihre schwach bis deutlich flaumhaarige, klebrige Blattspreite ist 2 bis 4,5 Zentimeter lang, 0,6 bis 1,6 Zentimeter breit und 5 bis 7 Millimeter dick.

### Blütenstände und Blüten

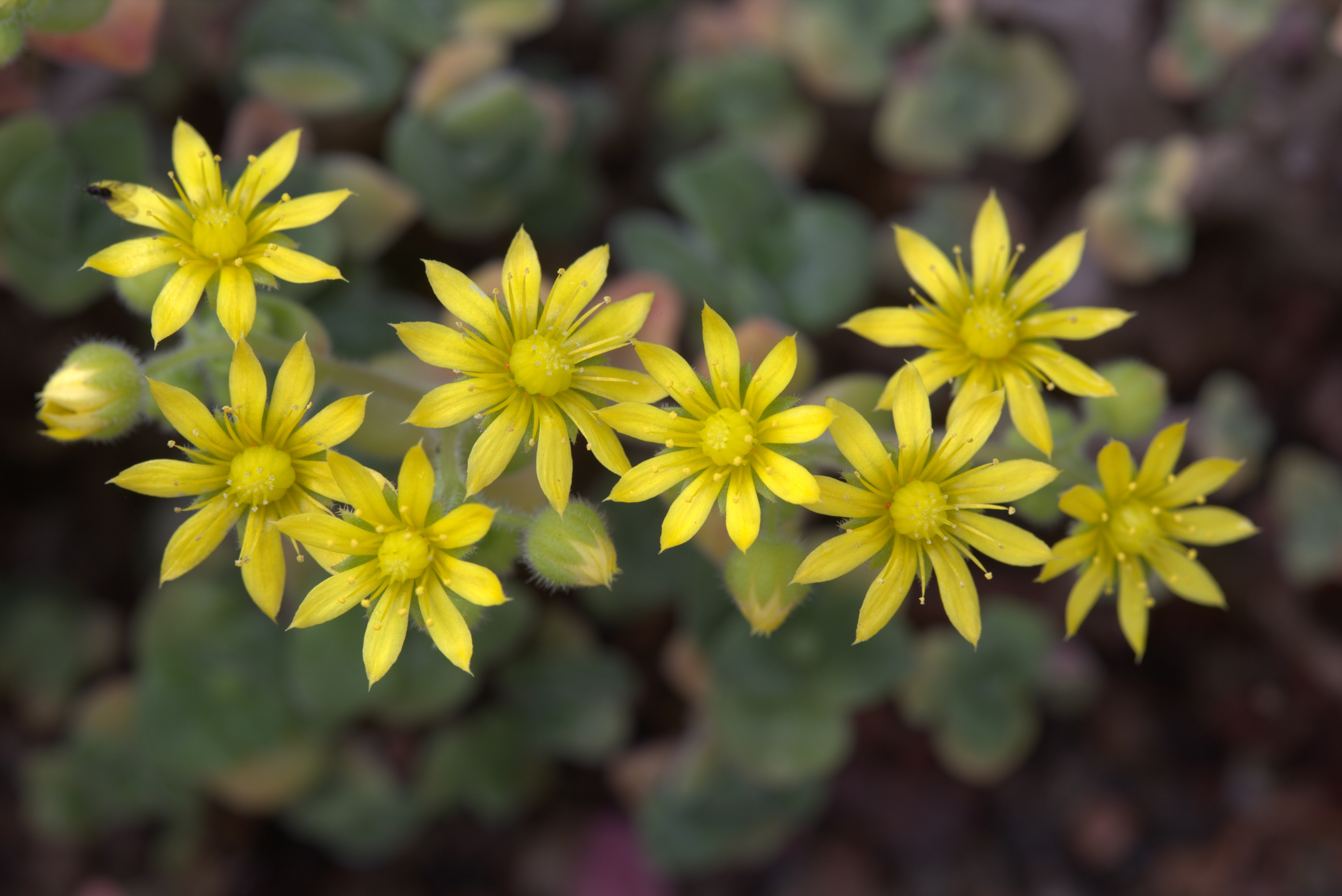
Blüten

Der Blütenstand ist eine traubige Rispe. Ihr blütentragender Teil ist 2 bis 7 Zentimeter lang und 3 bis 9 Zentimeter breit. Der Blütenstandsstiel ist 1 bis 9 Zentimeter lang. Die acht- bis neunzähligen Blüten stehen an schwach flaumhaarigen Blütenstielen von 1 bis 10 Millimetern Länge. Ihre Kelchblätter sind flaumhaarig. Die gelben, schmal elliptischen oder lanzettlichen, zugespitzten Kronblätter sind 5 bis 7 Millimeter lang und 1,5 bis 2 Millimeter breit. Die Staubfäden sind kahl.
Die Blütezeit ist Juli bis September.

### Chromosomenzahl
Die Chromosomenzahl beträgt für Aeonium lindleyi var. viscatum 2n = 36.

## Systematik und Verbreitung
Aeonium lindleyi ist auf den Kanarischen Inseln verbreitet. Aeonium lindleyi var. lindleyi wächst im Nordosten Teneriffas in Höhenlagen bis zu 1000 Metern, meist jedoch zwischen 200 und 500 Meter. Aeonium lindleyi var. viscatum ist im Osten der Insel Gomera in Höhenlagen von etwa 100 bis 900 Metern verbreitet.
Die Erstbeschreibung durch Philip Barker Webb und Sabin Berthelot wurde 1840 veröffentlicht. Synonyme sind Sempervivum lindleyi (Webb & Berthel.) Webb ex Christ (1888) und Sempervivum tortuosum var. lindleyi (Webb & Berthel.) Kuntze (1891).
Es werden folgende Varietäten unterschieden:
- Aeonium lindleyi var. lindleyi
- Aeonium lindleyi var. viscatum (Bolle) H.Y.Liu

Aeonium lindleyi var. viscatum

Die Unterschiede zu Aeonium lindleyi var. lindleyi sind: Die Laubblätter sind 3 bis 4 Millimeter dick und dicht mit sehr kurzen (bis zu 0,4 Millimeter) vielzelligen Haaren bedeckt. Die Blüten sind sieben- bis neunzählig und ihre Kronblätter sind lanzettlich, zugespitzt sowie 5 bis 7 Millimeter lang und 1 bis 1,5 Millimeter breit.
Die Erstbeschreibung als eigenständige Art Aeonium viscatum erfolgte 1859 durch Carl August Bolle. Ho Yih Liu stellte diese 1989 als Varietät zu Aeonium lindleyi. Synonyme sind Sempervivum viscatum (Bolle) Christ (1888), Sempervivum tortuosum var. viscatum (Bolle) Kuntze (1891) und Aeonium lindleyi subsp. viscatum (Bolle) Bañares (2008).

## Nachweise